# Thierry de Sainte-Thérèse
Thierry de Sainte-Thérèse est un carme déchaux wallon du XVIIe siècle, ayant exercé de hautes responsabilités dans certains couvents d'Europe centrale, traducteur et auteur d'ouvrages spirituels.

## Biographie
Thierry de Sainte-Thérèse est né à Tournai (Belgique), dans les Pays-Bas espagnols, en 1610. Entré dans l'ordre des carmes déchaussés, il est envoyé, à une date indéterminée, dans la province d'Allemagne, qui avait été fondée en 1613 par des religieux belges, sous la conduite de Thomas de Jésus. En 1626, cette province comptait les couvents de Cologne, Vienne et Prague (où s'établira, une dizaine d'années plus tard, le culte à une célèbre statuette de l'Enfant-Jésus). Professeur de théologie, Thierry deviendra prieur dans les deux premières de ces maisons, ainsi qu'à Graz, avant d'être nommé définiteur de la province. Premier assistant du chapitre général, il sera une nouvelle fois désigné comme définiteur provincial en 1664, année à partir de laquelle on perd sa trace.

## Postérité
Réputé pour son éloquence et sa piété, Thierry de Sainte-Thérèse passait encore pour un polyglotte, habile à manier le français, l'allemand, l'italien, l'espagnol et le latin. Outre le classique manuel du Tiers-Ordre carmélitain, ses œuvres constituent essentiellement des traductions en langue latine. Il s'agit d'une biographie édifiante du carme Jean de Sainte-Ursule (de la province d'Allemagne), et d'une édition des lettres spirituelles et morales de Jean de Jésus-Marie, dit le Calagurritain (1564-1615), l'un des fondateurs de la Congrégation d'Italie, dont relevaient les déchaux belges et allemands. Sans oublier un traité ascétique, écrit par le carme espagnol Martin de la Mère de Dieu. Cet ouvrage connaîtra encore une traduction en français, publiée à Mons, en 1646. À cette époque, dans la même ville hennuyère, un autre déchaux tournaisien, Gaspard de la Mère de Dieu, traduit et édite, lui aussi, des textes ascétiques provenant de la Congrégation d'Espagne.

### Œuvres
- Compendium privilegiorum, gratiarum, et indulgentiarum Sacrae Confraternitatis B. M. V. de Monte Carmelo, Vienne, s. d.
- Vita venerabilis fratris Joannis a S. Ursula, Germani, carmelitae Discalceati, Graecii cum opinione sanctitatis defuncti, libellis duobus exarata, s. l., s. d.
- Gymnasium Philosophiae Christianae, sive praxis bene moriendi, a R. P. Martino a matre Dei composita ex Hispanico in latinum sermonem versa, Vienne, 1640; Cologne, 1641.
- Epistolae Anaglgicae et paraneticae venerabilis P. Joannis a Jesu Maria, Carmelitarum Excalceatorum Congregationis Italicae Praepositi Generali, ex Italico sermone in Latinum translatae, Cologne, 1650.

### Études
- J.-N. Paquot, « Thierri de Sainte Thérèse », Mémoires pour servir l'histoire littéraire des dix-sept provinces des Pays-Bas, de la principauté de Liège, et de quelques contrées voisines, Louvain, Imprimerie Académique, t. V,‎ 1765, p. 367-368 (lire en ligne).